# Alexandra Chando
Alexandra Nicole Chando (* 28. července 1986, Bethlehem, Pensylvánie, Spojené státy americké) je americká herečka. Nejvíce se proslavila rolí Maddie Coleman v telenovele As the World Turns a v dvojroli jako Emma Becker a Sutton Mercer v seriálu The Lying Game stanice ABC Family.

## Životopis
Narodila se v Bethlehemu v Pensylvánii, kde odmaturovala na Liberty High School. Je dcerou Steveho a Rebeccy Chando. Má dva starší bratry: Christopher (narozený 1978) a Benjamin (narozený 1981). Po střední škole navštěvovala Manhattan College v New Yorku.

## Kariéra
V roli Maddie Coleman se objevila v telenovele As the World Turns v letech 2005 - 2007 a poté znovu na konci roku 2009. V roce 2007 získala nominaci na Daytime Emmy Award. V roce 2008 byla obsazena do role v seriálu Rockville, CA stanice The WB . V roce 2010 se objevila v epizodě seriálu Médium stanice CBS . Ve stejném roce se zúčastnila konkurzu na hlavní roli do filmu Nezapomeň na mě a na roli Eleny Gilbert do seriálu Upíří denky. V roce 2011 si zahrála Danielle v internetovém seriálu Talent: The Casting Call. Během let 2011 až 2013 hrála role Emmy Becker a Sutton Mercer, dvojčat, v seriálu The Lying Game stanice ABC Family . Seriál byl zrušen po odvysílání dvou řad.

## Filmografie
| Rok  | Název              | Role    | Poznámky |
| ---- | ------------------ | ------- | -------- |
| 2011 | The Bleeding House | Gloria  |          |
| 2014 | Construction       | Colleen |          |

| Rok       | Název                    | Role                        | Poznámky                           |
| --------- | ------------------------ | --------------------------- | ---------------------------------- |
| 2002      | House Blend              | Jenna Harper                | neprodaný televizní pilotní díl    |
| 2005–2010 | As the World Turns       | Maddie Coleman              | 307 dílů                           |
| 2006      | Napsáno životem          | Samu sebe                   | díl: „I'm Getting My Big Break“    |
| 2009      | Rockville CA             | Deb                         | hlavní role, 20 dílů               |
| 2009      | Sherri                   | Cab Passenger               | díl: „Dating Dad“                  |
| 2010      | Médium                   | Melissa Treynet             | díl: „Dead Meat“                   |
| 2010      | Glory Daze               | Annabelle                   | 2 díly                             |
| 2011      | Talent: The Casting Call | Danielle Anderson           | hlavní role, 10 dílů               |
| 2011–2013 | The Lying Game           | Emma Becker / Sutton Mercer | hlavní role, 30 dílů               |
| 2014      | Castle na zabití         | Mandy Sutton                | díl: „Středem pozornosti“          |
| 2015      | Hindsight                | Noelle                      | 3 díly                             |
| 2015      | Dead People              | Pearl Hale                  | neprodaný televizní pilotní díl    |
| 2016      | Outcast                  | Lisa Peyton                 | díl: „From the Shadows It Watches“ |
| 2017      | Upíří deníky             | Tara                        | díl: „We Have History Together“    |
| 2017      | Hawaii 5-0               | Monique Sims                | díl: „Smrt na moři“                |
| 2017      | Wisdom of the Crowd      | Lizzie Moore                | díl: „Alpha Test“                  |
| 2018      | The Neighborhood         | Chloe                       | díl: „Welcome to the Dinner Guest“ |